# Helena Schieblová-Vávrová
Helena Schieblová-Vávrová (20. srpna 1851, Praha – 21. duben 1910, Plzeň) byla česká operní pěvkyně (sopranistka), která působila v Praze a v Plzni.

## Život
Narodila se 20. srpna 1851 v Praze jako dcera autorky kuchařek Karolíny Vávrové a spisovatele Vincence Vávry Haštalského.
Vystupovala od roku 1871 a setkala se hned zpočátku s nadšeným ohlasem publika. Několikrát koncertovala za účasti Bedřicha Smetany. Vystoupila jako host v několika zkušebních operních představeních v Prozatímním divadle (Aninka ve Weberově Čarostřelci, Mařenka ve Smetanově Prodané nevěstě), a poté obdržela od 1. prosince 1871 stálé angažmá. Kvůli politické angažovanosti svého otce byla v roce 1875 propuštěna, ale na nátlak veřejnosti byla přijata zpět a působila v Prozatímním divadle do roku 1877. V roce 1878 přešla do Plzeňského divadla  , koncem sedmdesátých let vystupovala i v jiných mimopražských divadlech. Svou divadelní kariéru ukončila předčasně odchodem do soukromí.
Kromě opery se rovněž věnovala překladu z francouzštiny. Rovněž doplnila a znovu vydala matčinu kuchařskou knihu Karoliny Vávrové pražská kuchařka (1910).
Zemřela 21. dubna 1910 v Plzni na rozedmu plic.

## Operní role (výběr)
- Aninka (Carl Maria von Weber: Čarostřelec)
- Mařenka (Bedřich Smetana: Prodaná nevěsta)
- Panna Anna Bohatá (Otto Nicolai: Veselé paničky windsorské)

Chlapecké role:
- Romeův panoš (Charles Gounod: Romeo a Julie)
- Oskar (Giuseppe Verdi: Maškarní ples)
- Gemmy (Gioacchino Rossini: Vilém Tell)

## Překlady
- Julie de Lespinasse: Dopisy slečny de Lespinasse panu de Guibert (Knihy dobrých autorů, svazek 92-94, Praha : Kamilla Neumannová, 1912)

## Rodina
- Otec Vincenc Vávra Haštalský (1824–1827) byl známý novinář a spisovatel. Za svou politickou činnost během revoluce 1848 byl v letech 1850-54 vězněn a poté žil řadu let pod policejním dohledem.[5]
- Matka Karolina Vávrová, roz. Bobková (1821[6]–1889)[7] byla autorkou kuchařské knihy (Pražská kuchařka…),[8] vydané poprvé roku 1866 s několika pozdějšími reedicemi (na jedné z nich se podílela i Helena Schieblová, viz výše).[9] Za Vincence Vávru se provdala teprve roku 1854, po jeho návratu z vězení.[10]
- Manžel Jaroslav Schiebl (1851–1933) byl archivář a statistik v Plzni. Helena Vávrová se za něj provdala 18. srpna 1879.[11]
- Syn Theodor (1880–1939) byl plzeňským úředníkem. [12]